# زنباء
الزنباء (الاسم العلمي: Pangonius) هي جنس من الحشرات يتبع الفصيلة النعرية من رتبة ذوات الجناحين.

## أنواع الزنباء
- زنباء دخانية
- زنباء صبغية
- زنباء صدئة
- زنباء صينية
- زنباء غرانادية
- زنباء فضية
- زنباء متقاربة
- زنباء متناصفة
- زنباء محزمة
- زنباء مخططة
- زنباء مرقشة
- زنباء مشرقة
- زنباء مفتوحة
- زنباء واضحة
- زنباء وبرية
- (الاسم العلمي:Pangonius alluaudi)
- (الاسم العلمي:Pangonius brancoi)
- (الاسم العلمي:Pangonius brevicornis)
- (الاسم العلمي:Pangonius escalarae)
- (الاسم العلمي:Pangonius flavocinctus)
- (الاسم العلمي:Pangonius florae)
- (الاسم العلمي:Pangonius fulvipes)
- (الاسم العلمي:Pangonius funebris)
- (الاسم العلمي:Pangonius griseipennis)
- (الاسم العلمي:Pangonius hassani)
- (الاسم العلمي:Pangonius haustellatus)
- (الاسم العلمي:Pangonius hermanni)
- (الاسم العلمي:Pangonius kraussei)
- (الاسم العلمي:Pangonius mauritanus)
- (الاسم العلمي:Pangonius obscuratus)
- (الاسم العلمي:Pangonius powelli)
- (الاسم العلمي:Pangonius pyritosus)
- (الاسم العلمي:Pangonius raclinae)
- (الاسم العلمي:Pangonius rhynchocephalus)
- (الاسم العلمي:Pangonius seitzianus)
- (الاسم العلمي:Pangonius sobradieli)
- (الاسم العلمي:Pangonius vittipennis)